# Drosophila pseudoananassae
Drosophila pseudoananassae este o specie de muște din genul Drosophila, familia Drosophilidae, descrisă de Bock în anul 1971. Conform Catalogue of Life specia Drosophila pseudoananassae nu are subspecii cunoscute.